# Sarosácz György
Sarosácz György (Đuro Šarošac) (Szemely, 1929. december 1. – Mohács, 2011. július 17.) magyar néprajzkutató, muzeológus, a mohácsi Kanizsai Dorottya Múzeum igazgatója.

## Életpályája
1951-ben érettségizett Kaposváron a Közgazdasági Középiskolában. 1960–1965 között az Eötvös Loránd Tudományegyetem hallgatója volt; néprajzot, történelmet, szerb-horvát nyelvet és irodalmat hallgatott. Tanárai voltak többek közt: Tálasi István, Ortutay Gyula, Dömötör Tekla. 1965-ben etnográfusként végzett. 1965–1999 között a mohácsi Kanizsai Dorottya Múzeum igazgatója volt. 1975-ben a Művelődési Minisztérium országos gyűjtőkörrel kijelölte a nemzetiségi bázismúzeumokat; a Kanizsai Dorottya Múzeum a magyarországi horvátok, szerbek, szlovének néprajzi, történeti anyagának elsőszámú közgyűjteménye lett. 1984-ben létrehozta a Sokac Tájházat Kásádon. 1985-ben a debreceni Kossuth Lajos Tudományegyetemen doktorált. 1991-ben a Zágrábi Egyetem Filozófiai Fakultásán védte meg kandidátusi értekezését. 1999-ben nyugdíjba vonult.

### Munkássága
Etnográfiai kutatásának középpontjában a mohácsi és Mohács környéki déli szláv népcsoportok tevékenysége, népművészete állt. A múzeum igazgatása alatt kb. 12000 tárgyat gyűjtött és 20000 fotót készített. Gyűjtései közül fontosak a kerámiagyűjteményei, a bútorgyűjteményei, műtárgyai és a viseletgyűjtései. Több időszaki és állandó kiállítást rendezett.

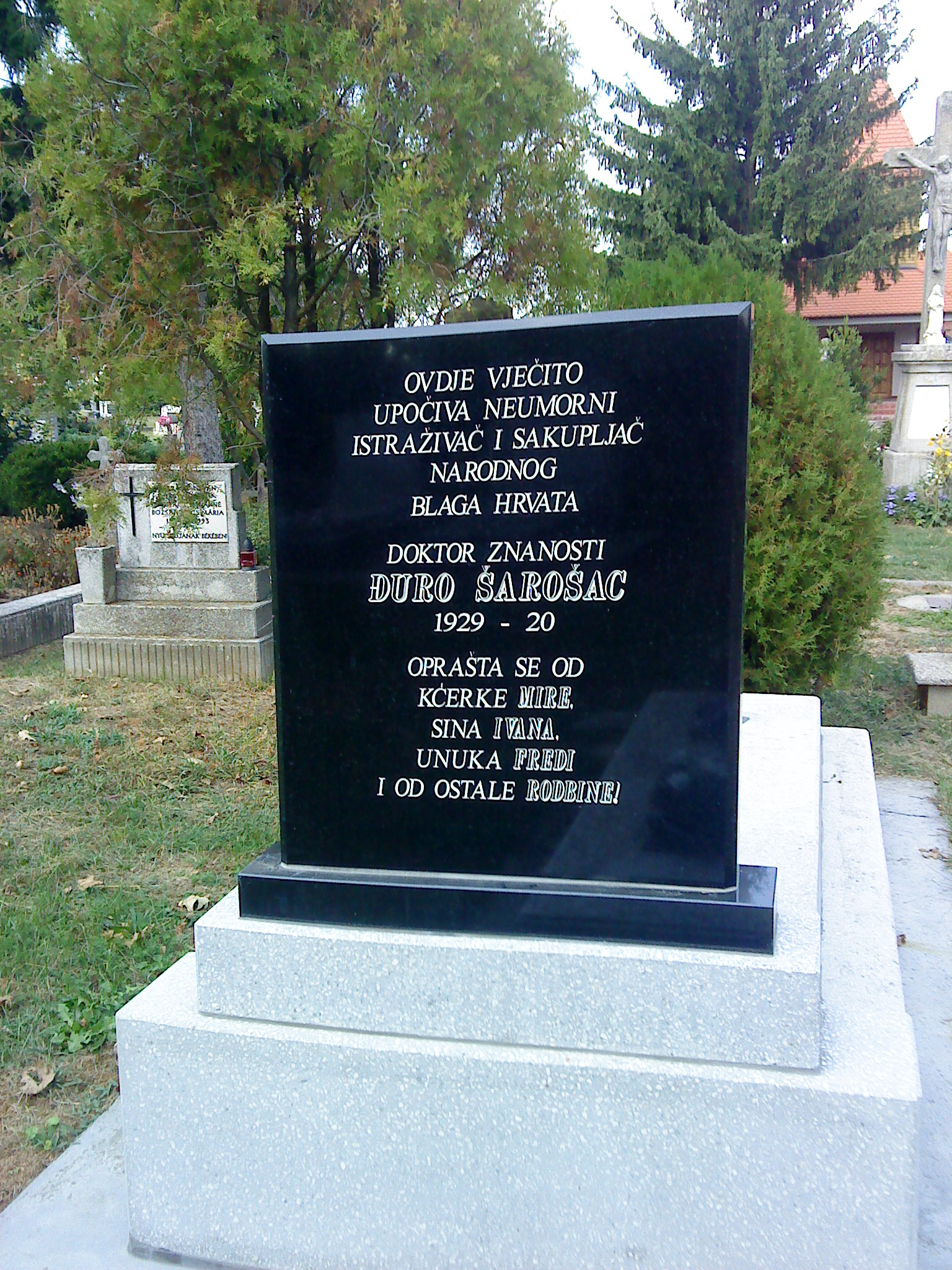
Sárosácz György néprajztudós sírja Szemelyben.

Sírja Szemelyben található.

## Művei
- Mohács munkásmozgalmának története (Mohács, 1969)
- A mohácsi kerámia és története (Pécs, 1972)
- Magyarország délszláv nemzetiségei (Népi kultúra – Népi társadalom 7, 1973)
- Narodna nošnja baranjskih Hrvata – Baranyai horvátok népviselete (Budapest, 1986)
- Bosanski Hrvati u okolici Pečuha (Budapest, 1992)
- Tisućustogodišnje veze hrvata is mađara – Ezerszázéves horvát–magyar kapcsolatok (Zágráb, 1999)
- Magyarországi horvát népművészet (Mohács, 2001)
- Pécsi boszniai bosnyák horvátok (Pécs, 2006)
- Slaveni u Zadunavlju prije dolaska Mađara i za vrijeme Apadovića (Pécs, 2009)
- Baranjski šokci – šokci u Mađarskoj (Ivica Đurokkal; Budapest, 2016)

## Kiállításai
- Baranya horvát és szerb népcsoportjai (1976)
- Magyarországi horvátok, szerbek és szlovének népviselete és népművészete (1987)
- 1100 éves horvát-magyar kapcsolatok

## Díjai
- Móra Ferenc-emlékérem (1984)
- "Nívódíj a hazai kisebbségek érdekében kifejtett áldozatos munkáért" (1994)
- a Baranya Megyei Közgyűlés Közművelődési és Közoktatási díja (1996)
- Hrvatski pleter kitüntetés (1998)
- a Baranya Megyei Közgyűlés Elnökének elismerő oklevele (1999)
- a Magyar Néprajzi Társaság Pro ethnographia minoritatum emlékérme (2000)